# یودای ناگانو (شمشیرباز)
یودای ناگانو (انگلیسی: Yudai Nagano؛ زادهٔ ۱۵ اکتبر ۱۹۹۸) شمشیرباز اهل ژاپن است.